# Caecocypris basimi
Caecocypris basimi је зракоперка из реда Cypriniformes. 

## Угроженост
Ова врста се сматра рањивом у погледу угрожености врсте од изумирања.

## Распрострањење
Ареал врсте је ограничен на једну државу. 
Ирак је једино познато природно станиште врсте.

## Станиште
Станиште врсте су слатководна подручја. Живи у пећинама.